# Bungnae-myeon
Bungnae-myeon (koreanska: 북내면) är en socken i kommunen Yeoju i provinsen Gyeonggi i den norra delen av Sydkorea, 70 km sydost om huvudstaden Seoul.